# .kkrieger
.kkrieger ist ein Ego-Shooter der deutschen Demo-Gruppe .theprodukkt (ehemaliger Teil von Farbrausch), welcher im April 2004 bei dem 96k-Spiele-Wettbewerb auf der Breakpoint den ersten Platz gewann. Bis zuletzt (2014) befand sich das Spiel im Beta-Stadium.

## Entwicklungsgeschichte
.kkrieger wurde seit Mitte 2002 von .theprodukkt mit der integrierten Entwicklungsumgebung .werkkzeug in der damals unveröffentlichten Version .werkkzeug3 entwickelt.

## Prozessgenerierter Inhalt
Zur Erstellung von Inhalten nutzt das Spiel ausgiebig Methoden der prozeduralen Generierung. Anstatt Bilder als Pixel zu speichern, wird deren Entstehungsgeschichte gespeichert. Dadurch werden nur die jeweilige Entstehungsgeschichte und der Generier-Code in der ausführbaren Datei kompiliert, was eine relativ geringe Dateigröße ergibt. Die Gittermodelle basieren auf Körpern wie Würfel und Zylinder, die mit Hilfe spezieller Modellierungs-Techniken in die passende Form gebracht werden. Beide Generierungs-Prozesse führen zu den langen Ladezeiten des Spiels, da die Inhalte bei jedem Start erst generiert werden müssen.
.kkrieger benötigt nur 97.280 Bytes an Speicherplatz auf dem Datenträger. Laut den Entwicklern würde .kkrieger zwischen 200 und 300 MB Speicherplatz beanspruchen, würde es konventionell gespeichert werden.
Die Musik und Geräusche im Spiel werden von einem V2 genannten multifunktionalen Synthesizer erzeugt, welcher von einem ständigen MIDI-Stream versorgt wird. Daraufhin erzeugt der Synthesizer die Musik in Echtzeit.

## Spielinhalt
.kkrieger ist ein simpler Einzelspieler-Shooter, mit mehreren Handfeuer-Waffentypen, aufsammelbaren Munitions- und Lebensenergie-Packs und verschiedenen außerirdischen Gegnern, welche wiederum teilweise mit Schusswaffen bewaffnet sind. Das Spiel enthält nur einen Level. Da die Gegner langsam agieren, ist der Schwierigkeitsgrad eher als einfach einzuordnen.

## Auszeichnungen
Im Bereich Innovation und Förderung gewann .kkrieger zwei Preise des Deutschen Entwicklerpreises im Jahre 2006.

## Open source
Der Quelltext von .kkrieger und .werkkzeug3 wurde 2014 unter der BSD-Lizenz oder als public domain auf GitHub verfügbar gemacht.